# Baronía de Terrateig
La Baronía de Terrateig es un título nobiliario español creado en el año 1353 por Pedro IV a favor de Guillem de Bellvís. Su denominación hace referencia a Terrateig, hoy un municipio de Valencia. 

## Barones de Terrateig
|                                 | Titular                                                                                         | Periodo                         |
| Creación por Pedro IV de Aragón | Creación por Pedro IV de Aragón                                                                 | Creación por Pedro IV de Aragón |
| ------------------------------- | ----------------------------------------------------------------------------------------------- | ------------------------------- |
| I                               | Guillem de Bellvís                                                                              |                                 |
| ...                             | ...                                                                                             | ...                             |
| XVI                             | José María Cucaló de Montull Gozalbo                                                            | ? - 1851                        |
| XVII                            | Joaquín Manuel Cucaló de Montull Ruiz de Alarcón                                                | 1851 - ?                        |
| XVIII                           | Josefa Cucaló de Montull Cubells Casada con el barón de Llaurí, Luis Manglano Palencia en 1891. | ? - 1951                        |
| XIX                             | Jesús Manglano y Cucaló de Montull                                                              | 1951-1979                       |
| XX                              | Fernando Manglano de la Lastra                                                                  | [[]]-actual titular             |

- Datos: Q16536224